# Neolitsea pulchella
Neolitsea pulchella är en lagerväxtart som först beskrevs av Meisn. in A. Dc., och fick sitt nu gällande namn av Elmer Drew Merrill. Neolitsea pulchella ingår i släktet Neolitsea och familjen lagerväxter. Inga underarter finns listade i Catalogue of Life.